# Grote Prijs Vermarc Sport
De Grote Prijs Vermarc Sport is een wielerwedstrijd georganiseerd door kledingfabrikant Vermarc in en rond de Belgische plaats Wezemaal. De eerste editie vond plaats op 5 juli 2020, en het was de eerste wielerkoers sinds het uitbreken van de coronapandemie eerder dat jaar. Het was de bedoeling om beroepsrenners de mogelijkheid te bieden om wedstrijdritme op te doen, nadat andere wielerkoersen waren afgelast.
De winnaar van de eerste editie was de Fransman Florian Sénéchal die voor Oscar Riesebeek en Victor Campenaerts wist te blijven.
De tweede editie vond plaats op 15 mei 2021. Álvaro Hodeg pakte de eindzege. Op exact dezelfde datum in 2022 vond de derde editie plaats, deze werd gewonnen door Thimo Willems die als eerste Belg op de erelijst kwam de staan.

## Parcours
Het startschot wordt gegeven in Wezemaal. Daarna rijdt het peloton via Gelrode richting Nieuwrode om het Rot te beklimmen, na deze eerste helling loopt het parcours via Vlasselaar richting het dorpscentrum van Wezemaal. Het zwaartepunt van de wedstrijd is gelegen in de Panoramalaan. Zo'n volledige ronde meet 15,43 km en het hoogteverschil bedraagt 119 meter. In totaal rijden de renners 10 rondes met een inloopronde van 10 km om aan een totaal te komen van 164 kilometer.

## Erelijst
| Jaar | Winnaar          | Tweede              | Derde              |
| ---- | ---------------- | ------------------- | ------------------ |
| 2020 | Florian Sénéchal | Oscar Riesebeek     | Victor Campenaerts |
| 2021 | Álvaro Hodeg     | Brent Clé           | Arnaud De Lie      |
| 2022 | Thimo Willems    | Lennert Van Eetvelt | Vince Gerits       |
| 2023 | Stan Van Tricht  | Pim Ronhaar         | Timo Kielich       |
| 2024 | Simon Dehairs    | Timothy Dupont      | Victor Hannes      |

2020 · 2021 · 2022